# Przemytnik emocji
Przemytnik emocji – piąty album studyjny polskiego rapera o pseudonimie artystycznym Onar. Wydawnictwo ukazało się 6 listopada 2012 roku nakładem wytwórni Step Records. Za produkcję albumu odpowiadają Złote Twarze, Eljot, NNFOF i Pokerbeats. Gościnnie w nagraniach wzięli udział Paluch, Sitek, Te-Tris, Hudy HZD i Ekonom. W ramach promocji zrealizowano teledyski do utworów: „To jest już moje”, „Miejsce w oparach absurdu”, „Przemytnik emocji” oraz „Piękny dzień.
Nagrania dotarły do 7. miejsca zestawienia OLiS.

## Lista utworów
Opracowano na podstawie materiału źródłowego.
1. „To jest już moje” (produkcja: Złote Twarze)
2. „Przemytnik emocji” (produkcja: Eljot)
3. „Już ex jest” (produkcja: NNFOF, adaptery: DJ Jarzomb)
4. „Bilet w ręce” (produkcja: Złote Twarze)
5. „Miejsce w oparach absurdu” (gościnnie: Paluch, Sitek, produkcja: Pokerbeats)
6. „Ceglane ściany” (produkcja: Złote Twarze)
7. „Puste” (produkcja: Złote Twarze)
8. „Od dna” (gościnnie: Te-Tris, Hudy HZD, produkcja: Złote Twarze, adaptery: DJ Ike)
9. „Na wysypisku śmieci” (produkcja: Pokerbeats, adaptery: DJ Noriz)
10. „Halo Ziemia!?!?” (produkcja: NNFOF, adaptery: DJ Steez)
11. „Przez wizjer” (gościnnie: Ekonom, produkcja: Złote Twarze, adaptery: DJ Ike)
12. „Piękny dzień” (produkcja: Eljot)